# Незпърс
Незпърс (на английски: Nezperce) е град в окръг Луис, щата Айдахо, САЩ. Незпърс е с население от 523 жители (2000) и обща площ от 1,1 km². Намира се на 980 m надморска височина. ЗИП кодът му е 83543, а телефонният му код е 208.